# Taşağıl, Babaeski
Taşağıl là một xã thuộc huyện Babaeski, tỉnh Kırklareli, Thổ Nhĩ Kỳ. Dân số thời điểm năm 2011 là 620 người.